# Rolf Ohrlander
Rolf Tore Ohrlander, född 13 december 1954 i Riseberga församling i Kristianstads län, är en svensk militär.

## Biografi
Ohrlander avlade officersexamen vid Krigsskolan 1976 och utnämndes samma år till löjtnant i armén, varefter han befordrades till kapten vid Wendes artilleriregemente 1979 samt till major 1984. Han var detaljchef vid Arméstaben 1986–1989 och tjänstgjorde vid Norrlands artilleriregemente 1989–1990. Åren 1990–1993 var han sektionschef vid Nedre norra arméfördelningen, befordrad till överstelöjtnant 1992, varpå han 1993–1995 åter tjänstgjorde vid Norrlands artilleriregemente. Han befordrades 1995 till överste och var 1995–2000 chef för Wendes artilleriregemente. Åren 2000–2001 var han chef för Avvecklingsorganisation Skåne i Hässleholm.
Efter att Ohrlander lämnade Försvarsmakten har han arbetat i Region Skåne med bland annat krisberedskap och säkerhet.